# Concagno
Concagno è una frazione del comune di Solbiate con Cagno; al 2010 contava 792 abitanti. A breve distanza vi è la località di Cagno, alla quale risulta etimologicamente legato.

## Storia
Al paese si fa riferimento per la prima volta nel 1335 col nome di Campocagnio nella Determinatio mensurarum et staterarum annessa agli Statuti di Como dove viene citato insieme al suo futuro capoluogo come comune facente parte della Pieve di Uggiate.
Nel 1652, le terre di Concagno furono messe all'asta dal governo spagnolo dello Stato di Milano intenzionato a finanziare le spese militari di Filippo IV. All'asta partecipò anche la città di Como, interessata ad evitare che queste zone e altri territori delle pievi di Uggiate, Fino e Zezio finissero nelle mani di terzi che - in virtù dei diritti feudali concessi al vincitore dell'asta - avrebbero potuto sottrarre gli abitanti di tali terre all'obbligo di versare tasse alla stessa città.
Nel 1756, la Riforma al governo della città e contado di Como sancì l'unione tra Concagno e Solbiate. Sempre inserito nella  pieve di Uggiate, nel 1751 il territorio di Concagno si estendeva al cassinaggio di Grafigna.
In due momenti si manifestò una particolare avversione alla fusione: nel 1725 ad opera di don Baldassarre Odescalchi grande proprietario terriero che si ritrovò i suoi possedimenti divisi amministrativamente; quindi nel 1761 quando la stessa popolazione concagnese si rifiutò di versare le tasse, ma entrambe le azioni non fecero venir meno l'aggregazione.
Dal punto di vista religioso, nel 1880 Concagno divenne una parrocchia autonoma, attraverso una chiesa edificata nel 1862 per non obbligare i fedeli a dover raggiungere per le funzioni i siti religiosi di Cagno e Solbiate.

## Monumenti e luoghi d'interesse
La chiesa dei Santi Fermo e Lorenzo, già attestata nel 1788 come comparrocchiale all'interno della parrocchia di Concagno, fu oggetto d'importanti interventi di ristrutturazione negli anni 1802 e 1911 e fu elevata a sede della parrocchia di Concagno nel 1880.